# Архімедів гвинт

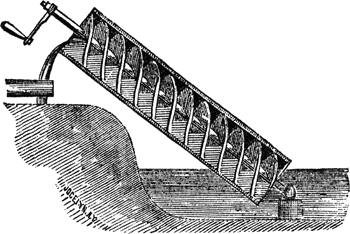
Архімедів гвинт

Імітаційна модель

Архіме́дів гвинт — один із перших типів насосів для підйому води у вигляді вала-гвинта (шнек), встановленого у похилій трубі, яка занурена у воду. При обертанні (наприклад, від вітряного чи іншого двигуна) гвинтова поверхня вала переміщає воду по трубі на висоту до чотирьох метрів. Гвинт дотепер використовується для підйому води в дельті Нілу в Єгипті.
Архімедів гвинт став прообразом для створення великої серії машин і механізмів з різноманітним призначенням, в основі яких лежить вал з гвинтовою поверхнею, що отримав назву «шнек», а машини, відповідно — «шнекові машини».